# Imepitoin
Imepitoin (INN), được bán dưới tên thương hiệu Pexion, là thuốc chống co giật được sử dụng trong thú y ở châu Âu để điều trị bệnh động kinh ở chó. Nó đã được phê duyệt gần đây tại Hoa Kỳ. Thuốc cũng có tác dụng giải lo âu. Ban đầu nó được phát triển để điều trị chứng động kinh ở người, nhưng các thử nghiệm lâm sàng đã bị chấm dứt khi phát hiện ra sự khác biệt về chuyển hóa không thuận lợi ở người hút thuốc và người không hút thuốc.
Imepitoin hoạt động như một ái lực thấp (4.350 Lần5.140   nM; so với Ki = 6,8 nM cho diazepam và Ki = 1.7 nM đối với clonazepam) chất chủ vận từng phần của vị trí benzodiazepine của thụ thể GABA<sub id="mwHQ">A</sub> (tối đa 12 Lời21% của điện thế diazepam, một chất chủ vận hoàn toàn của trang này). Đây là chất chủ vận từng phần đầu tiên được chấp thuận để điều trị bệnh động kinh. Thuốc cũng phụ thuộc liều lượng vào các kênh calci bị kiểm soát điện áp. Nó không phải là một loại thuốc benzodiazepine; thay vào đó, nó là một imidazolone và mang một số điểm tương đồng về cấu trúc với thuốc chống co giật hydantoin như ethotoin và phenytoin.